# Angelo di Dio

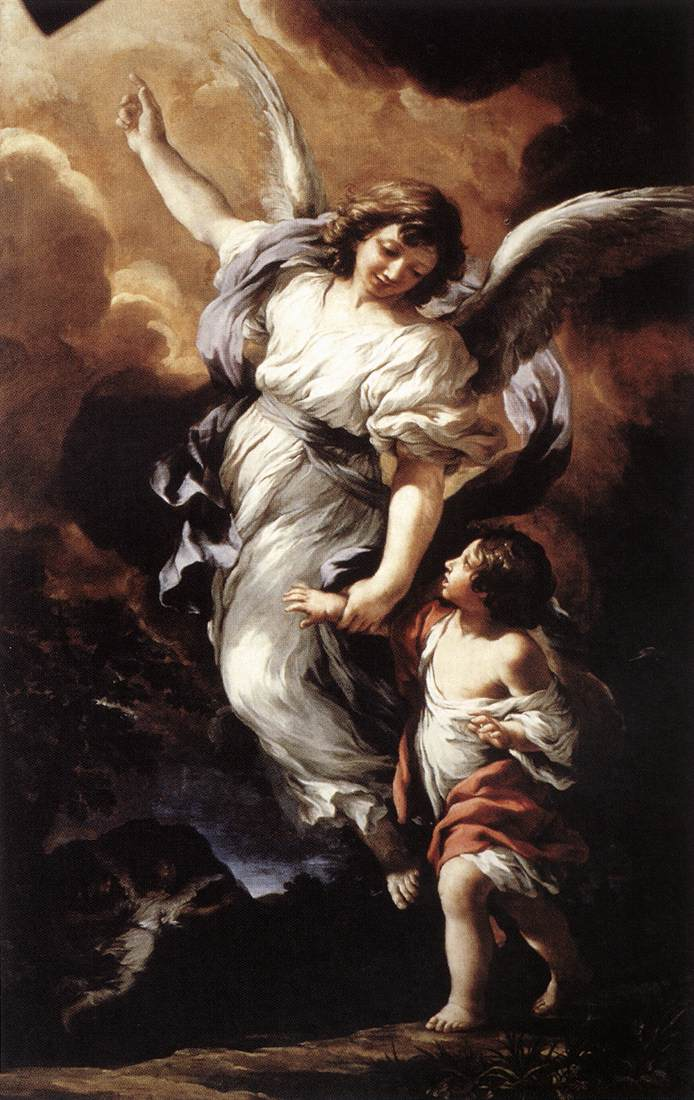
L'Angelo custode, olio su tela di Pietro da Cortona (1656)

L'Angelo di Dio (in latino, Angele Dei) è una preghiera cristiana di tradizione cattolica rivolta all'angelo custode.

## Testo

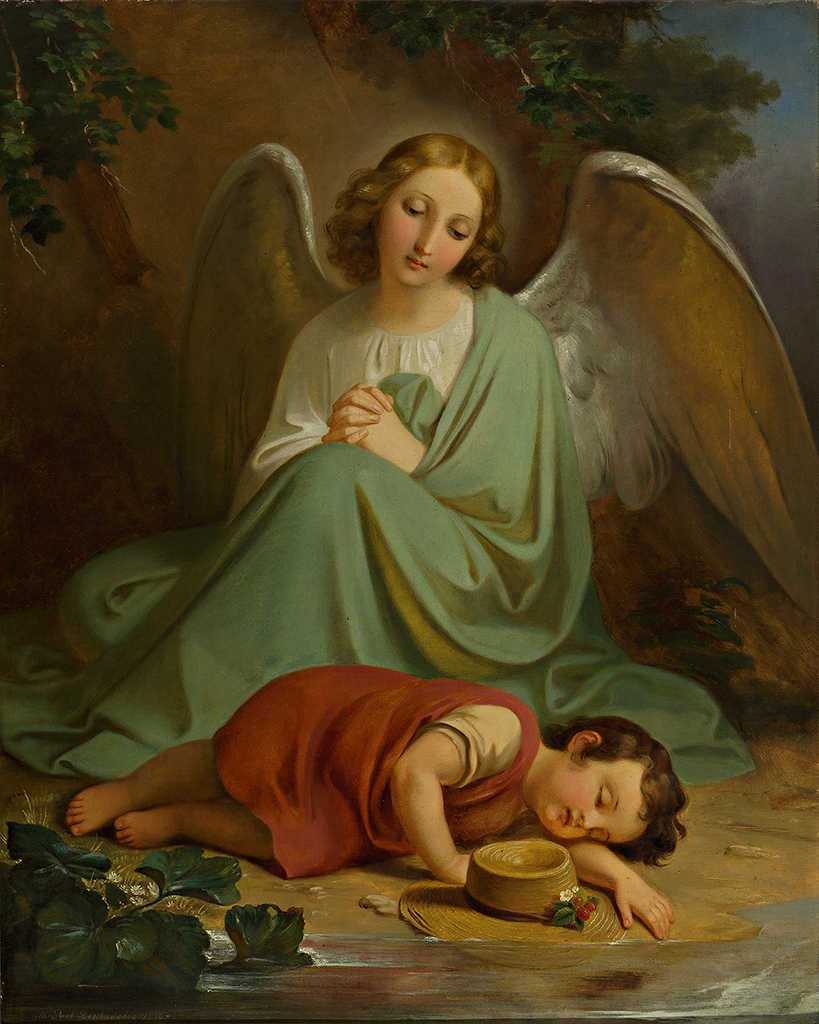
L'Angelo custode protegge il sonno di un bambino sulle rive di uno specchio d'acqua, olio su tela di Melchior Paul von Deschwanden (1811)

qui custos es mei,

me, tibi commissum

pietáte supérna,

illúmina, custódi,

rege et gubérna.

Amen.»
che sei il mio custode,

illumina, custodisci,

reggi e governa me

che ti fui affidato/a

dalla Pietà Celeste.

Amen.»

## Storia
L'Angele Dei assunse il testo attuale con la riforma del Piccolo ufficio della Beata Vergine Maria voluta da san Pio V dopo la vittoria di Lepanto del 1571.
La preghiera era inizialmente composta da tre Ave Maria che si recitavano al mattino e alla sera. Durante il Concilio di Clermont del 1094, papa Urbano II ordinò che le campane delle cattedrali e delle chiese di tutta la cristianità suonassero due volte al giorno per ricordare ai fedeli di pregare in vista della Prima crociata. L'Ave Maria invoca la Vergine col titolo di "Madre di Dio", ricordando le parole dell'angelo dell'Annunciazione, e tale fede non era accettata dai musulmani, che rigettavano la divinità di Gesù Cristo. Questa era quindi una preghiera sia per la vittoria dei cristiani che per chiedere a Dio e Maria la conversione religiosa degli islamici.
Con le bolle Saluternum illud del 3 maggio 1327 e Quam pium quam delicium del 13 ottobre 1358, papa Giovanni XXII estese la preghiera a tutta la Chiesa cattolica.
Nel 1546 papa Callisto III raccomandò la recita di tre Ave Maria anche al pomeriggio "per la conversione dell'Islam e per la pace". La prescrizione fu rinnovata da Sisto IV nel 1476 e da papa Alessandro IV nel 1500.

## Inno della Chiesa Cattolica
Il seguente inno latino Custos preces fino al XIX secolo (e oltre) era pronunciato in onore e preghiera degli angeli custodi, unitamente al più breve e noto Angele Dei, seguito eventualmente da una giaculatoria (o sostituito nella pratica di chi non conosceva il latino):

Latino
Custos, preces mortalium

Audi canoras, Angele, 

Quos magnus orbis Conditor

Tuæ dedit custodiæ.

Nos sævientis igneo

Draconis ore libera,

Nostrum genus qui noxiæ,

Fructus fefellit arboris.

Si quando tentet devium,

Decepta planta, tramitem,

Humana cœli dirige

Ad semitam vestigia.

Momenta nostri singula,

Defende, tutor Spiritus:

Et deserentem corpora,

Astris repone patriis.

Deo Patri sit gloria,

Ejusque soli Filio,

Cum Spiritu Paraclito.

Nunc et per omne sæculum.

Amen.

Italiano (traduzione semipoetica)
Angiol santo che vegli al governo

Di chi al pianto il peccato dannò 

Odi i preghi di lor che l'Eterno

Al potente tuo braccio affidò.

Tu dall'invide fauci ne guarda

Di quel crudo infernale Dragon

Che nell'Eden con lingua bugiarda

Rese l'uom temerario e fellon.

Quando ei tenti di trarre il piè nostro,

Per istorti, e fallaci sentier,

Tu ne torna, al dispetto del mostro,

Sulla strada del retto e del ver.

Più egli cerca di trarne in rovina,

Più a salute ne guidi il tuo zel,

Fino allor che la destra divina

Alla gloria ne innalzi del ciel.

Non v'ha piano, non valle, non balza,

Ove l'uomo non abbia a tremar

Per quell'oste che sempre lo incalza

Più ruggente di torbido mar.

A lui dunque ogni istante tu stendi

Il tuo braccio che fuga ogni mal;

E in suo cuor quella fiamma tu accendi

Che è caparra di gioia eternal.

Quando poi l'altra falce di morte

Il suo stame a recider verrà,

Dell'Empir lo presenta alla Corte,

Ove eterno coi Santi vivrà.

Gloria al Padre cantando ed al Figlio,

Nonché a Lui che d'entrambi è l'Amor,

Da cui viene ogni santo consiglio,

Il cui gaudio in eterno non muor.

L'inno è previsto anche nella liturgia ambrosiana per la festa dei Santi Angeli Custodi (2 ottobre).
All'Angele Dei poteva seguire una breve giaculatoria:
Tu che custode a me sei destinato 

La via del ciel mi addita, Angiol beato.

Allor ti sia sempre riverente e grato,

Amoroso custode, Angiol beato.»

## Con imprimatur di autorità episcopali
Il Compendio della dottrina cristiana  pubblicato nel 1874 a Siena contiene gli esercizi di preghiera raccomandati ai credenti della diocesi, da recitarsi ogni giorno due volte: 
1. al mattino, appena svegliati,
2. alla sera, prima di andare a dormire.

Vi sono quindi due distinte preghiere da rivolgere all'Angelo Custode: una prima per l'inizio, e la seconda per la fine della giornata. Oltre a queste sono consigliate una preghiera a Maria Santissima, a Gesù e a tutti i Santi.
Le due preghiere dal titolo All'Angelo Custode sono le seguenti:
1)  All'Angelo Custode (preghiera per il mattino)

Santissimo Angelo mio Custode, io vi ringrazio con tutto il cuore di tutti i benefìzi che mi avete fatti dal primo istante della mia vita fino 

al presente. Degnatevi di condurmi oggi per la strada dei divini Comandamenti: illuminatemi, custoditemi, reggetemi, acciocché possa fuggire il peccato e fare in tutte le mie azioni la volontà del mio Dio. 
2) All'Angelo Custode (preghiera per la sera)

Angelo del Signore, che siete il mio Custode per ordine della pietosa provvidenza del mio Dio, custoditemi in questa notte, e liberatemi da ogni male: illuminate il mio intelletto, reggete i miei affetti, e governate i miei sentimenti, acciocché non offenda il mio Signore. 
Come si può notare, la preghiera della sera de All'Angelo Custode è parzialmente simile all'Angelo di Dio attualmente in uso. Questa considerazione vale anche per la Preghiera del Mattino e per la Preghiera della Sera rispetto alle introduzioni riportate nel compendio qui proposto.